# Interkulturalismus
Interkulturalismus se zabývá vztahy lidí z různých kulturních skupin. Předpokládá otevřenost ke kultuře "těch jiných" a hledání společných východisek formou vzájemného dialogu.
Přístupy vycházející z interkulturalismu jsou často využívány vládami států, jež se snaží o začlenění menšin (sociálních, národnostních, atd.) do společnosti a omezování rasismu.